# Lúzsok
Lúzsok is een plaats (község) en gemeente in het Hongaarse comitaat Baranya. Lúzsok telt 266 inwoners (2001).